# Natalia Ivanova (luchadora)
Natalia Ivanova –en ruso, Наталья Иванова– (Angarsk, 11 de mayo de 1969) es una deportista rusa que compitió en lucha libre. Ganó tres medallas en el Campeonato Mundial de Lucha entre los años 1994 y 1996, y tres medallas en el Campeonato Europeo de Lucha entre los años 1996 y 2001.

## Palmarés internacional
| Campeonato Mundial | Campeonato Mundial | Campeonato Mundial | Campeonato Mundial |
| Año                | Lugar              | Medalla            | Categoría          |
| ------------------ | ------------------ | ------------------ | ------------------ |
| 1994               | Sofía (Bulgaria)   | Medalla de bronce  | 61 kg              |
| 1995               | Moscú (Rusia)      | Medalla de plata   | 61 kg              |
| 1996               | Sofía (Bulgaria)   | Medalla de plata   | 61 kg              |
| Campeonato Europeo |                    |                    |                    |
| Año                | Lugar              | Medalla            | Categoría          |
| 1996               | Oslo (Noruega)     | Medalla de bronce  | 57 kg              |
| 2000               | Budapest (Hungría) | Medalla de bronce  | 62 kg              |
| 2001               | Budapest (Hungría) | Medalla de plata   | 62 kg              |